# Favara (kommunhuvudort i Spanien, Valencia, Província de València, lat 39,12, long -0,28)
Favara är en kommunhuvudort i Spanien.   Den ligger i provinsen Província de València och regionen Valencia, i den östra delen av landet, 300 km öster om huvudstaden Madrid. Favara ligger 39 meter över havet och antalet invånare är 1 855.
Terrängen runt Favara är platt åt nordost, men åt sydväst är den kuperad. Havet är nära Favara åt nordost. Runt Favara är det tätbefolkat, med 308 invånare per kvadratkilometer. Närmaste större samhälle är Gandia, 18,7 km sydost om Favara. 